# Se busca un hombre
Se busca un hombre è una telenovela messicana prodotta da TV Azteca a cavallo fra il 2007 ed il 2008 e trasmessa in Italia da Lady Channel nonché da Vero Capri dal 3 settembre 2014 al 25 maggio 2015.

## Soggetto/trama
È la storia di un gruppo di donne, clienti del prestigioso salone di bellezza "Angelica Style" che, nonostante conducano delle vite completamente diverse, hanno qualcosa in comune: tutte hanno fallito nel trovare l'anima gemella. Ad un certo punto della storia le loro vite entrano in contatto e vengono mostrati i loro più profondi desideri, ed il loro obiettivo diventa uno solo: trovare l'uomo dei loro sogni.